# Лунданка (селище)
Лунда́нка (рос. Лунданка) — селище у складі Підосиновського району Кіровської області, Росія. Входить до складу Демьяновського міського поселення.
Населення становить 373 особи (2010, 677 у 2002).
Національний склад станом на 2002 рік — росіяни 95 %.